# Гарусёнок
Гарусёнок — хутор в Подгоренском районе Воронежской области России.
Входит в состав Колодежанского сельского поселения.

## География
В хуторе имеется одна улица — Гарусенок.

## Население
| 2010 |
| ---- |
| 0    |